# Polystichum macleae
Polystichum macleae là một loài dương xỉ trong họ Dryopteridaceae. Loài này được Diels mô tả khoa học đầu tiên.